# Heteropoda bifurcula
Heteropoda bifurcula este o specie de păianjeni din genul Heteropoda, familia Sparassidae, descrisă de Wang, Chen și Zhu în anul 2002. Conform Catalogue of Life specia Heteropoda bifurcula nu are subspecii cunoscute.